# Johann Friedrich Flattich

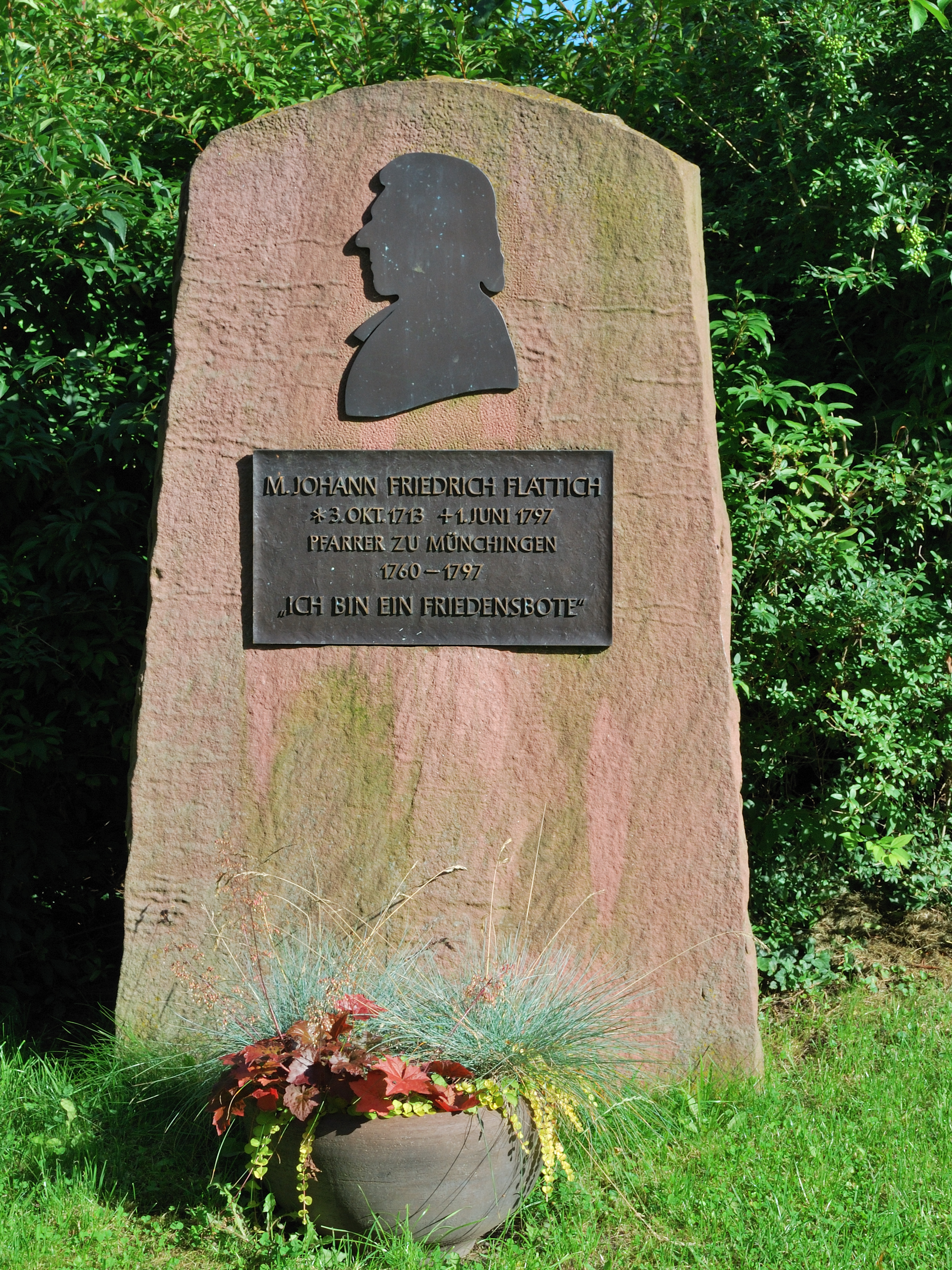
Gedenkstein bei der Johanneskirche in Münchingen

Johann Friedrich Flattich (* 3. Oktober 1713 in Beihingen bei Ludwigsburg; † 1. Juni 1797 in Münchingen) war ein evangelischer Pfarrer und Erzieher. Er war Verfasser der Hausregeln, die lange zu den Grundlagen evangelischer Erziehungsarbeit gehört haben.

## Leben
Flattich wurde 1713 als Sohn des Schulmeisters Johann Wilhelm Flattich (1678–1729) und der Maria Veronika geb. Kapff (1680–1756), der Tochter des Backnanger Stiftsverwalters, geboren. Als Jugendlicher ging er täglich von Beihingen zu Fuß in die Lateinschule nach Ludwigsburg. Während seiner Zeit im Evangelischen Seminar in Denkendorf war einer seiner Lehrer Johann Albrecht Bengel, der ihm den Pietismus nahebrachte. Über die Klosterschule Maulbronn führte sein Weg ins Stift nach Tübingen, wo er 1737 sein theologisches Studium abschloss.
Als Vikar war er zunächst bei seinem Onkel in Hoheneck tätig, bevor er 1742 seine erste Pfarrstelle als Garnisonsprediger auf dem Hohenasperg erhielt. Dort heiratete er die Pfarrerstochter Christina Margaretha Groß aus Murr und nahm erste Schüler und Kostgänger zum Unterricht und zur Erziehung in seinen Haushalt auf. Ab 1747 war er Pfarrer in Metterzimmern, dort verfasste er die Flattisch'schen Hausregeln, die lange zu den Grundlagen evangelischer Erziehungsarbeit gehört haben und durch die Basler Mission bis nach Indien verbreitet wurden. 1760 wurde Flattich Pfarrer in Münchingen. Da das dortige Pfarrhaus für seine eigene siebenköpfige Kinderschar und seine Kostgänger zu klein wurde, errichtete er einen Anbau an das bestehende Giebelhaus.
Im Laufe seines Lebens hat Flattich ca. 300 Schüler, teilweise über mehrere Jahre bei sich aufgenommen und als Vorbereitung auf ein Studium unterrichtet.
Flattich war für eine ganze Reihe von Anekdoten gut und gewann durch seine Art auch die Gunst des katholischen Herzogs Carl Eugen.
Eine seiner Töchter, Beata Regina, heiratete 1776 den Pfarrer und Erfinder Philipp Matthäus Hahn, deren Tochter Beate Paulus war.

## Werk
In den Hausregeln gibt Flattich einfache Ratschläge, die das Zusammenleben auf dem Hof mit Herrschaft und Gesinde regeln. Durch seine Erziehertätigkeit war er mit vielen Problemen beim Zusammenleben von Menschen mit Kindern und Untergebenen vertraut, seine Pfarrertätigkeit hatte ihn mit dem Grundsatz der Nächstenliebe vertraut gemacht. Die Hausregeln empfehlen daher, auf die Züchtigung der Kinder und des Gesindes zu verzichten, Untergebene ebenbürtig zu behandeln, keine Gewalt gegen Frauen auszuüben, sparsam zu haushalten und stets vorbildlich zu leben.
Flattich begründet seine Hausregeln auch teilweise sehr pragmatisch. Seinen Aufruf zu bescheidener Lebensführung auch in wohlhabenden Familien begründet er damit, dass der Ärger über ein zerbrochenes billiges Glas geringer sei, als über ein teures. Auch auffällige, teure Kleidung wird von Flattich in den Hausregeln abgelehnt. Er selbst, der in jungen Jahren über ein außergewöhnlich attraktives Äußeres verfügt haben soll, lebte seine Regeln konsequent vor. Seine Attraktivität versuchte er durch bewusst nachlässige und einfache Kleidung auszugleichen und zahlreiche Anekdoten sind über seine Erscheinung überliefert; Zeitgenossen nannten ihn auch den „Salomo im Bauernrock“ oder „schwäbischen Salomo“.
Flattich verfasste eine Reihe von weiteren Schriften, u. a. Unterschiedliche Anmerkungen über das Informationswerk, in denen er größtenteils seine biblisch begründeten, pädagogischen Gedanken niederlegte, die alle praxiserprobt waren. Sein Motto, nachdem er sein Leben gestaltete, war: „Man muss mit dem Glauben anfangen und nicht bei den Missständen“.

## Von der Erziehung
„Es ist das Gewissen bei jungen Leuten im Allgemeinen zärtlicher als bei den älteren. Es kommt demnach sehr viel darauf an, dass man bei jungen Leuten das Gewissen erhalte und solches zum Nutzen anwenden lerne. Denn wenn der innere Zuchtmeister rege ist, so ist die äußere Zucht leicht. Wenn aber der innere Zuchtmeister nicht da ist, so hilft die äußere Zucht wenig.“
„Wer sich auf das Unterrichten legen will, der muss lernen, vielen vielerlei zu werden, nämlich den Kindern ein Kind […], den Jünglingen ein Jüngling, dem Schwachen schwach, den Halbgescheiten halbgescheit, den Gescheiteren gescheiter. Man sieht auch an dem Beispiel Gottes, wie weit er sich gegen die Menschen herunterlässt.“
„Bei der Erziehung der Kinder hat man mehr auf den Gehorsam und die Gottesfurcht zu sehen als auf das Lernen. […] Die Hauptsache ist also, die Kinder zum Guten anzuhalten […] Kinder muss man zur Härte erziehen, nicht hoffärtig kleiden und nichts Kostbares zu essen geben.“

## Gedenktag
31. Mai im Evangelischen Namenkalender.